# Wang Feifei
Wang Feifei (kinesiska: 王霏霏), född 27 april 1987 i Haikou, mer känd under artistnamnet Fei, är en kinesisk sångerska, skådespelare, programledare och fotomodell.
Hon är medlem i den sydkoreanska tjejgruppen Miss A sedan gruppens debut år 2010. Fei gjorde solodebut med albumet Fantasy den 21 juli 2016.

## Diskografi

### Album
| Albuminformation                             | Topplacering          |
| Albuminformation                             | Sydkorea (Gaon Chart) |
| -------------------------------------------- | --------------------- |
| Fantasy (Singelalbum) - Släppt: 21 juli 2016 | —                     |

### Singlar
| År   | Titel     | Topplacering          |
| År   | Titel     | Sydkorea (Gaon Chart) |
| ---- | --------- | --------------------- |
| 2016 | "Fantasy" | 154                   |

### Soundtrack
| År   | Titel                            | Topplacering          | Serie      |
| År   | Titel                            | Sydkorea (Gaon Chart) | Serie      |
| ---- | -------------------------------- | --------------------- | ---------- |
| 2014 | "One Summer Night" (med Jo Kwon) | 49                    | Temptation |

## Filmografi

### TV-drama
| År   | Titel        | Kanal    | Roll                  |
| ---- | ------------ | -------- | --------------------- |
| 2011 | Dream High   | KBS2     | dansare (cameoroll)   |
| 2012 | Dream High 2 | KBS2     | sig själv (cameoroll) |
| 2014 | Temptation   | SBS      | Jenny (cameoroll)     |
| 2017 | Swan         | Draemong | Woo Jeu               |